# جوليان إيويل
جوليان إيويل (بالإنجليزية: Julian Ewell)‏ هو عسكري أمريكي، ولد في 5 نوفمبر 1915 في ستيلووتر في الولايات المتحدة، وتوفي في 27 يوليو 2009 في فيرفاكس في الولايات المتحدة.